# Arsenal Fútbol Club
O Arsenal Fútbol Club, conhecido também como Arsenal de Sarandí, é um clube argentino de futebol localizado em Sarandí, Distrito de Avellaneda, na Grande Buenos Aires.
Conquistou a Copa Sul-Americana de 2007 e a Copa Suruga Bank de 2008 como títulos de campeão de maior destaque.

## História
O Arsenal foi fundado em 1957, na localidade de Sarandi, na cidade de Avellaneda, província de Buenos Aires. Seu nome é uma homenagem ao Arsenal Football Club, equipe da Inglaterra. As cores oficiais do clube - azul-celeste e vermelho - são ao mesmo tempo uma homenagem e simbolizam a união dos dois maiores clubes de Avellaneda: o Racing e o Independiente.
Obteve seu primeiro título de expressão em 2007, quando conquistou a Copa Sul-Americana daquele ano. A conquista da Copa Sul-Americana coincidiu com o 50º aniversário do clube. Em 2008, participou pela primeira vez em sua história da Copa Libertadores da América, mas não foi bem sendo eliminado ainda na segunda fase da competição. Ainda em 2008, foi o primeiro campeão da Copa Suruga Bank.
Em 2012, o Arsenal conquistou seu primeiro título nacional ao ganhar o Torneio Clausura. Nesse mesmo ano conquistou a Supercopa Argentina, competição da qual foi o primeiro campeão.

Antigo escudo

## Títulos
| INTERCONTINENTAIS | INTERCONTINENTAIS    | INTERCONTINENTAIS | INTERCONTINENTAIS                               |
|                   | Competição           | Títulos           | Temporadas                                      |
| ----------------- | -------------------- | ----------------- | ----------------------------------------------- |
|                   | Copa Suruga Bank     | 1                 | 2008                                            |
| CONTINENTAIS      |                      |                   |                                                 |
|                   | Competição           | Títulos           | Temporadas                                      |
|                   | Copa Sul-Americana   | 1                 | 2007                                            |
| NACIONAIS         |                      |                   |                                                 |
|                   | Competição           | Títulos           | Temporadas                                      |
|                   | Campeonato Argentino | 1                 | 2012-C                                          |
|                   | Copa Argentina       | 1                 | 2013                                            |
|                   | Supercopa Argentina  | 1                 | 2012                                            |
|                   | Primera B Nacional   | 1                 | 2019                                            |
|                   | Primera C            | 1                 | 1964                                            |
|                   | Primera D            | 1                 | 1962                                            |
|                   | TOTAL:               | 8                 | 1 Intercontinental, 1 Continental e 6 Nacionais |

LEGENDAS: 
 Campeão Invicto
(C):  Torneio Clausura

## Campanhas de destaque

### Internacionais
- Recopa Sul-Americana: 2º lugar - 2008

### Nacionais
- Supercopa Argentina: 2º lugar - 2014